# Лавов поток
Лавовият поток представлява удължено и относително тънко лавово образувание, формирано при разливане на лава от централния купол или странични пукнатини на един вулкан и разлива му по склоновете. Обикновено, като резултат от поредица разливи от един и същ вулканичен център по различно време, потоците се натрупват един върху друг.
Дебелината на най-често срещаните лавови потоци варира от няколко метра до 10 – 15 m. Съществуват обаче и потоци с дебелина от няколко сантиметра до около 200 m. Ако вискозитетът на лавата е нисък, дължината им може да достигне до няколко километра.

## Фактори, влияещи върху размерите на потока
Дължината, до която може да достигне един такъв поток, зависи от следните фактори:
- Температура – При по-висока температура на лавата тя е по-подвижна, тече по-бързо и достига по-далеч. Обикновено варира между 550 °С и 1400 °С. След разлива потоците лава не се охлаждат мигновено. Това може да отнеме дни, а за пълното ѝ изстиване са нужни години.
- Вискозитет на лавата – Лавата с по-нисък вискозитет е по-течна и формира по-дълъг лавов поток. Вискозитетът зависи от съдържанието в нея на силициев диоксид и летливи вещества. При ниско съдържание на летливи съставки и относително нисък вискозитет на магмата, каквито са базалтовите и андезитни лави, лавовите потоци са по-дълги. Могат да се движат със скорост от няколко километра в час. По-силно вискозните лави като риолити, трахити, фонолити, се разтичат по-бавно и образуват къси и дебели лавови потоци. Могат да се движат със скорост от по няколко до стотици метри в час.
- Съдържание на летливи вещества – Ако магмата е бедна на летливи вещества, лавовият поток може да се превърне в лавов купол. Когато е много богата на летливи вещества, може да формира пепелно-пемзов поток.
- Скорост на изхвърляне на материалите
- Наклон на терена

Пример за лавови потоци с нисък вискозитет са разливите на Хавайските острови, които се разпростират на разстояние над 55 км от гърлото и имат средна дебелина 5 m. Някои от потоците в Исландия могат да бъдат проследени на около 130 км дължина. При ерупцията на вулкана Нирагонго в ДР Конго през 1977 година лавовото му езеро, което е с обем около 20 млн. m3 се е източило за по-малко от един час, а на места потокът е бил по-тънък от 1 m. Повечето лавовите потоци, богати на кварц, достигат на разстояние от около 1,3 километра от източника и са с дебелина от около 100 метра.
В България следи от лавови потоци могат добре да се наблюдават на доста места. Много добре изразен е лавовият поток в планината Вискяр. В Източните Родопи край село Студен кладенец съществуват следи от лавов поток с дебелина около 100 метра, който обхваща територия от около 5 км2. Представлява част от началото на вулканичната активност на голям вулканичен комплекс и се намира в периферията на палеовулкана Св. Илия. Река Арда просича в него плитък и тесен пролом с ширина около половин метър, наричан Дяволския мост. Лавовите потоци по склоновете на Челопешкия вулкан съдържат напълно кристализирали, финозърнести включвания с по-базичен състав, сочещи за смесване на две родоначални магми.

## Местоположение
- На сушата – Поради бавната скорост на изтичане и високата температура, най-голямата опасност от лавовите потоци е унищожаването на движимо и недвижимо имущество. Например през 1980 година град Калапана на остров Хавай е почти напълно унищожен от лавов поток, еруптирал от пукнатина в югоизточния склон на вулкана Килауеа. Погребани са коли, опожарени са домове, сгради и растителност. Прекъснати са електроснабдяването, водоснабдяването и комуникациите.[2]
- Под леда – Когато лавовият поток се излива под леда, той може да стопи голям обем от снегове и ледове, което от своя страна може да доведе до сериозни наводнения. При топене на леда под ледник, могат да се получат много големи наводнения, или даже ледникови изблици.[2]
- Под водата – при тези лавови потоци пораженията са минимални и незабележими.

## Видове
Различават се три типа лавови потоци. Част от техните названия произхождат от хавайски думи, тъй като вулканите са изключително важна част от ландшафта на островите. Различията между трите вида се дължат главно на вискозитета на магмите им, на съдържанието на газове и малките разлики в температурата им. След охлаждане, типовете пахоехое и аа са лесно разпознаваеми по техните характерни текстури. Много от потоците променят вида си по продължение на разлива. Това се случва когато има промяна в условията, като например внезапно достигане на стръмен терен, или просто от продължителна загуба на топлинна енергия и природен газ. Започват от тип пахоехое, в средната част преминават в аа, а в края на движението си вече се превръщат в блокова лава.
- Пахоехое (Pāhoehoe)– названието произхожда от хавайски език, където глаголът „hoe“ означава „гребане“.[5] Този тип лавов поток обикновено се формира при по-висока скорост на разлива. Често се захранва от добре изолирани подземни тръби, по които лавата преминава дълги разстояния, поради което до голяма степен е предпазена от охлаждане[6]. Повърхността му наподобява кръговете, получавани при потапяне на гребло във водата. Това е лавов поток, изграден от силно течлива лава, с гладка или вълнообразна повърхност и жилоподобни форми.[1][5][6] Един върху друг се натрупват тънки лавови потоци, които бързо се запечатват от стъкловидна кора, задържаща мехурчетата на флуидите вътре в самия поток. При този тип има много повече мехурчета в сравнение с аа потока. Самите мехурчета са с почти сферична форма, тъй като не претърпяват такава силна деформация, като тези в аа потока. Ако лавовият поток срещне някаква преграда, повърхността му се набръчква, но горната част на лавовия език остава гладка. Това забавяне предизвиква разчупване на тънката втвърдена кора и потокът продължава да се придвижва търкаляйки се, или с каскадно изливане на нов лавов език. Газовото съдържание и температурата на лавата остават почти постоянни на разстояние няколко километра от точката на разливане. Често в потока могат да се образуват отворени лавови тръби или даже пещери.[1][6]
- Аа (Aʻā, aʻa, ʻaʻa, a-aa) – произхожда от хавайска дума, означаваща „изгарям“.[5] Базалтите от океанските щитовидни вулкани и от континенталните лавови плата изригват предимно като аа потоци.[1] Този тип обикновено се развива, когато лавата се транспортира чрез отворени канали до повърхността на земята и при изригване, когато наведнъж се излива голямо количество огнетечна маса. Откритите канали позволяват на лавата да се охлади с увеличаване на разстоянието от източника, при което слоят се удебелява и става по-пастообразен. При движението на удебелената лава голяма част от газовите мехурчета, включени в състава ѝ излитат, така че при този поток не се наблюдават малките кухини, наречени везикули, които остават когато газовете са хванати в „капан“ от втвърдена лава. Постоянната загуба на топлина на потока е причина за формиране на много повече кристали, отколкото при типа пахоехое. Изобилието от кристали допълнително сгъстява консистенцията на потока и го прави още по-пастообразен и устойчив.[6] Повърхността на лавовия поток е грапава, неправилно фрагментирана, често шуплеста или шлакоподобна.[1][5] Късовете лава са се образували при разчупване на втвърдената лавова кора по време на движението на потока и се характеризират с остри, неправилни ръбове. Празнините между по-големите късове могат да бъдат запълнени от финозърнести материали, получени при разтрошаването на по-големите парчета. В предната част на течащия поток лавовите късове падат на земята и създават покривка от особен вид остроръбест чакъл. Потокът напредва, минавайки върху него, като се обрушава и затрупва всичко пред себе си, а следата след него напомня преминаване на булдозер. Зоната под повърхността се състои от споени фрагменти, а вътрешните части могат да са доста плътни и след изстиването да образуват правилни призматични колони.[1][6] Скоростта на един аа поток може да бъде различна във времето. В един момент може да се движи със скорост от няколко метра в минута, а в следващия да премине стотина метра за няколко минути.[6]
- Блокова лава – представлява натрупване на по-големи, ръбести, многостенни, каменни блокове с относително гладки стени. Размерите им варират между половин и един метър. Те могат да бъдат и по-дребни в горната част и по фронта на придвижване на лавовия поток. Като блокова лава изригват обикновено орогенните базалти и андезити.[1]

## Борба с лавовите потоци
От всички процеси, съпътстващи едно вулканично изригване, лавовият поток носи най-малка опасност. Основният проблем е да се предвиди до каква дължина ще достигне потокът и дали на пътя му има населено място. Ползват се различни методи за спиране и отклоняване на лавовия поток:
- Разрушаването на лавовата тръба или лавовия канал.
- Бомбардиране на самия поток за да се промени посоката му.
- Изграждане на бариери на пътя на лавата.
- Повишаване на вискозитета на потока – постига се чрез впръскване на вода
- Увеличаване на скоростта на отделяне на летливите вещества